# شريان مجاور للناصف
الشرايين المجاورة للناصف (الشرايين المركزية المتلاصقة) وتعرف أيضا بالشرايين العفوية المسعفية هي الشرايين التي تزود جزءاً من المهاد والمكونات الأخرى في نفس المكان. يمكن لانفتاق الدماغ أن يسبب ضغط الشرايين المجاورة للناصف وقد ينتج عن ذلك نزفاً دموياً.